# 의병전역
의병전역(依病轉役)은 복무기간중 질병으로 복무기간을 마치지 못하고 하는 전역이다. 의병제대(依病除隊)로고도 한다. 의병(義兵)이 전역한다는 의미는 아니다. 흔히 의병전역을 의가사전역으로 잘못 아는 데 두 종류의 조기전역은 명확하게 구분된다. 의병전역은 군복무기간중 신체등위 5급(전시근로역)이나 6급(병역면제) 판정이 나와야 하는 게 가능하다.

## 의병전역의 종류

### 사적의병전역
군복무중 사적으로 발병한 질병으로 하게 되는 의병전역이다.
군복무하면서 입대 전 앓던 천식이 악화되어 의병전역하는 식이다.

### 공무상의병전역
군복무중 공무상으로 발병한 질병으로 하게 되는 의병전역이다.
군복무하면서 수류탄을 다루다가 폭발하여 손가락절단되어 의병전역하는 식이다. 

## 의병전역의 절차
의병전역의 결정은 최종적으로 의무급 장교(군의관)의 소관 및 소견에 따라 결정하게 된다. 의무장교는 사병의 심신상태와 건강상태를 살펴보면서 그 사병의 상태가 군복무를 하기에 매우 부적절하거나 건강상으로 위험하다고 생각하는 경우 이를 인사급 장교에게 인계보고하거나 소속 중소대 중대장이나 소대장에게 이를 보고하는 역할을 한다. 인사급 장교나 중소대장은 의무장교의 소견을 받아들이면서 사병과의 개인 면담과 향후 진로를 상담하고 이를 최종적으로 부대장(영관급 장교)에게 보고전달하게 된다. 부대장은 중소대장 및 인사장교의 보고를 받아들여서 최종적으로 부대장령에 따라 승인을 하게 되면 의병전역이 확정된다. 의병전역이 확정되면 중소대장은 사병의 가정에 조기전역을 통보할 수 있으며 사병은 부대장령의 승인에 따라 의병전역을 하게 된다.